# Stäfa
Stäfa est une ville et commune suisse du canton de Zurich.

## Économie
- Vignoble.

## Culture et patrimoine

### Héraldique
| Blason | Blasonnement : D'argent à la sainte Verena vêtue et auréolée d'or, au manteau de gueules, au peigne d'or dans la dextre levée et la cruche de sinople dans la senestre baissée. |

## Sport
- Handball Club Gelb Schwarz Stäfa, club de handball.

## Personnalités
- Elise Honegger (1839-1912), féministe et journaliste suisse, est née à Stäfa.
- Le romancier Ernst Wiechert, qui a vécu de 1948 à 1950 à Uetikon am See, est inhumé à Stäfa en 1950.

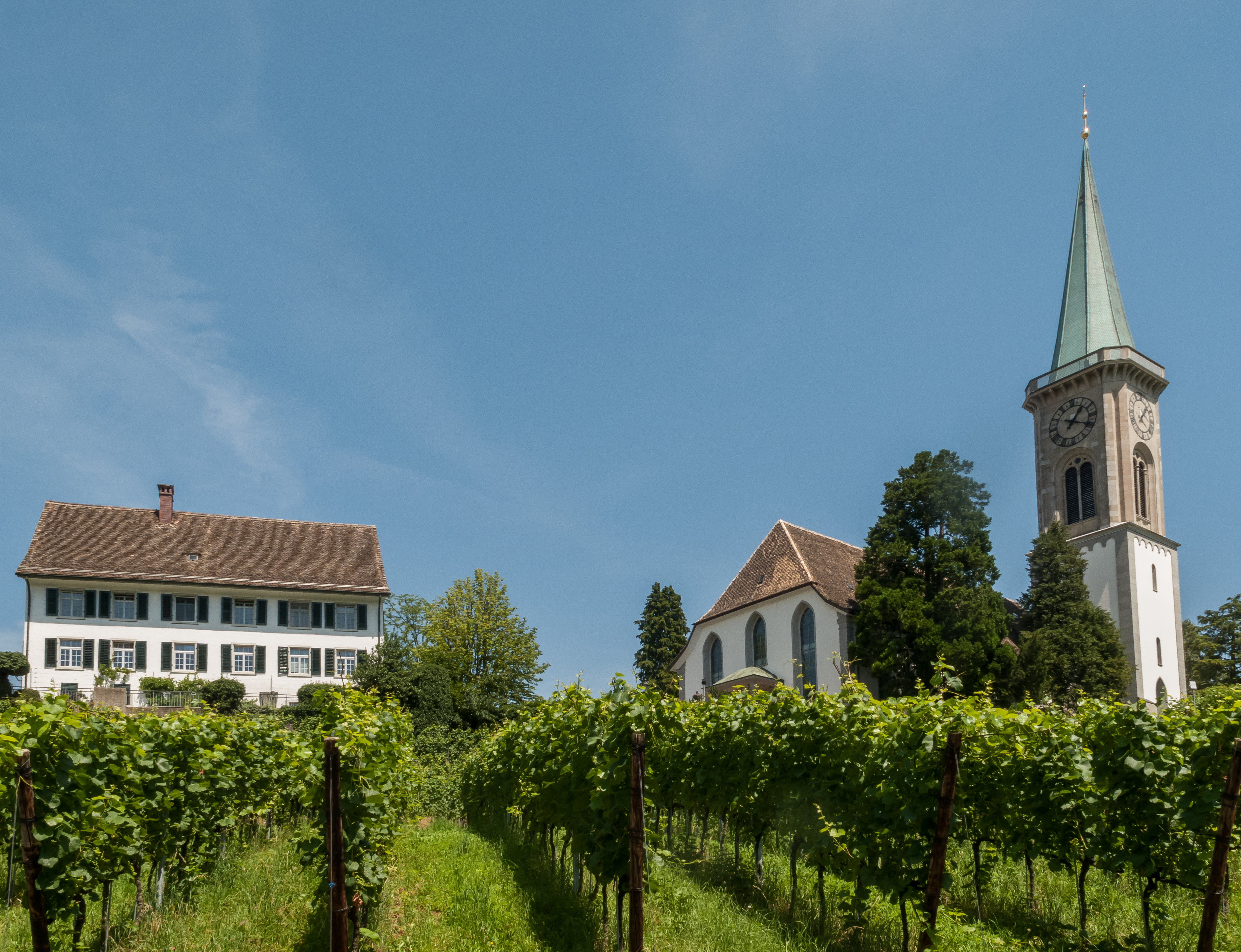
Stäfa, l'église protestante.

Photo aérienne prise à 150 m par Walter Mittelholzer (1919).